# كريس غرين (لاعب كرة قدم أمريكية)
كريس غرين (بالإنجليزية: Chris Green)‏ هو لاعب كرة قدم أمريكية أمريكي، ولد في 26 فبراير 1968 في لورنسبورغ في الولايات المتحدة.

## وصلات خارجية
- كريس غرين على موقع مرجع كرة القدم المحترفة.كوم (الإنجليزية)